# Onthophagus cuevensis
Onthophagus cuevensis là một loài bọ cánh cứng trong họ Bọ hung (Scarabaeidae).